# Mecz Gwiazd PLK 2014
Mecz Gwiazd Polskiej Ligi Koszykówki 2014 – towarzyski mecz koszykówki rozegrany 2 marca 2014 roku w Pardubicach. W spotkaniu wzięli udział czołowi zawodnicy najwyższej klasy rozgrywkowej w Polsce oraz Czechach. Po raz drugi w historii imprezy rozegrano mecz z udziałem czołowych gwiazd najwyższej klasy rozgrywkowej w Polsce – TBL oraz Czechach – NBL (Národní Basketbalová Liga). Przy okazji spotkania rozegrano także konkursy rzutów za 3 punkty oraz wsadów.

## Konkurs rzutów za 3 punkty
Uczestnicy konkursu: Adam Waczyński, David Jurecka, Damian Kulig, Pavel Selzak, Przemysław Zamojski i Tre Simmons.

## Konkurs wsadów
Uczestnicy konkursu wsadów: Christian Eyenga, Deividas Dulkys, Przemysław Zamojski, Vojtěch Hruban, Esian Henderson, Michael Steffeck.
- Zwycięzca konkursu wsadów – Christian Eyenga[3]
- Zwycięzca konkursu rzutów za 3 punkty – Tre Simmons[1]

## Składy
Pogrubienie – oznacza zawodnika składu podstawowego

 Trener TBL: Mihailo Uvalin (Stelmet Zielona Góra), asystent trenera: Andrzej Adamek (Stelmet Zielona Góra) 

Trener NBL: Kęstutis Kemzūra (ČEZ Basketball Nymburk), asystent trenera: Zbyněk Choleva (Ariete Prostejov)

| TBL (Polska) – 105                        | TBL (Polska) – 105                        | TBL (Polska) – 105                        | TBL (Polska) – 105                        | 109 – NBL (Czechy)                        | 109 – NBL (Czechy)                        | 109 – NBL (Czechy)                        | 109 – NBL (Czechy)                        |
| Wyniki Kwart – 24:21, 27:26, 33:28, 21:34 | Wyniki Kwart – 24:21, 27:26, 33:28, 21:34 | Wyniki Kwart – 24:21, 27:26, 33:28, 21:34 | Wyniki Kwart – 24:21, 27:26, 33:28, 21:34 | Wyniki Kwart – 24:21, 27:26, 33:28, 21:34 | Wyniki Kwart – 24:21, 27:26, 33:28, 21:34 | Wyniki Kwart – 24:21, 27:26, 33:28, 21:34 | Wyniki Kwart – 24:21, 27:26, 33:28, 21:34 |
| Zawodnik                                  | Kraj                                      | Klub                                      | Pkt                                       | Zawodnik                                  | Kraj                                      | Klub                                      | Pkt                                       |
| ----------------------------------------- | ----------------------------------------- | ----------------------------------------- | ----------------------------------------- | ----------------------------------------- | ----------------------------------------- | ----------------------------------------- | ----------------------------------------- |
| Cezary Trybański                          | Polska                                    | AZS Koszalin                              | 17                                        | Petr Benda                                | Czechy                                    | ČEZ Basketball Nymburk                    | 10                                        |
| Christian Eyenga                          | Demokratyczna Republika Konga             | Stelmet Zielona Góra                      | 18                                        | Jiří Welsch                               | Czechy                                    | ČEZ Basketball Nymburk                    | 3                                         |
| Vladimir Dragičević                       | Czarnogóra                                | Stelmet Zielona Góra                      | 18                                        | Tre Simmons                               | Stany Zjednoczone                         | ČEZ Basketball Nymburk                    | 6                                         |
| Przemysław Zamojski                       | Polska                                    | Stelmet Zielona Góra                      | 8                                         | Radoslav Rančík                           | Słowenia                                  | ČEZ Basketball Nymburk                    | 8                                         |
| Łukasz Koszarek                           | Polska                                    | Stelmet Zielona Góra                      | 6                                         | Levell Sanders                            | Stany Zjednoczone                         | BK JIP Pardubice                          | 2                                         |
| Roderick Trice                            | Stany Zjednoczone                         | Energa Czarni Słupsk                      | 2                                         | Kwamain Mitchell                          | Stany Zjednoczone                         | Sluneta Usti nad Labem                    | 11                                        |
| Damian Kulig                              | Polska                                    | PGE Turów Zgorzelec                       | 7                                         | Petr Bohačík                              | Czechy                                    | BK JIP Pardubice                          | 8                                         |
| Korie Lucious                             | Polska                                    | Rosa Radom                                | 5                                         | Jaromir Bohačík                           | Czechy                                    | Ariete Prostějov                          | 22                                        |
| Adam Waczyński                            | Polska                                    | Trefl Sopot                               | 6                                         | Rašid Mahalbašić                          | /                                         | ČEZ Basketball Nymburk                    | 4                                         |
| Jakub Dłoniak                             | Polska                                    | Rosa Radom                                | 3                                         | Corey Muirhead                            | Kanada                                    | BK JIP Pardubice                          | 16                                        |
| J.P. Prince                               | Stany Zjednoczone                         | PGE Turów Zgorzelec                       | 7                                         | Vojtěch Hruban                            | Czechy                                    | ČEZ Basketball Nymburk                    | 6                                         |
| Deividas Dulkys                           | Litwa                                     | Anwil Włocławek                           | 8                                         | Jakub Šiřina                              | Czechy                                    | BK Opava                                  | 13                                        |